# Trichophyinae
Trichophyinae zijn een onderfamilie uit de familie van de kortschildkevers (Staphylinidae). 